# 貝特霍爾德·哈切克
貝特霍爾德·哈切克（德語：Berthold Hatschek，1854年4月3日—1941年1月18日）是一名奧地利動物學家，因其對無脊椎動物的胚胎學和形態學研究而知名。

## 生平
哈切克在維也納師從卡爾·克勞斯學習動物學，並在萊比錫師從魯道夫·盧伊卡特學習動物學。他在萊比錫大學獲得博士學位，論文題目是《對鱗翅目昆蟲進化史的貢獻》。哈切克深受恩斯特·海克爾著作的影響。
1885年，他被任命為查理大學動物學教授，1896年起擔任維也納大學教授和第二動物研究所所長。哈切克患有嚴重的憂鬱症，這極大地影響了他晚年的工作。
哈切克因所謂的「套蟲理論」而被人們所熟知，在該理論中，他將擔輪幼蟲解釋為一種假想生物——「套蟲」的幼蟲形態（套蟲的成蟲形態相當於一種類似擔輪幼蟲的輪蟲，幾乎是所有兩側對稱動物、元類生命體的共同祖先）。
1888 年，他將海因里希·傅萊和盧伊卡特的腔腸動物分為三個門：海綿動物門（Spongiaria）、刺胞動物門（Cnidaria）和櫛板動物門（Ctenophora）。從他對文昌魚的研究中，衍生出了解剖學術語「Hatschek's pit」和 「Hatschek'snephridium」。

## 部分著作
- Studien über Entwicklungsgeschichte der Anneliden. Ein Beitrag zur Morphologie der Bilaterien, 1878.
- Studien über entwicklung des Amphioxus, 1881.
- Lehrbuch der Zoologie : eine morphologische Übersicht des Thierreiches zur Einführung in das Studium dieser Wissenschaft, 1888.
- "The Amphioxus and its development", translated into English, 1893.
- Das acromerit des Amphioxus, 1906.
- Das neue Zoologische System, 1911.[8]